# Frédéric H. Fajardie
Œuvres principales
Compléments
- Principaux personnages : Antonio C. Padovani ; Loup et Thomas de Pomonne, comtes de Nissac
- A influencé Sébastien Lapaque, Jérôme Leroy

Frédéric H. Fajardie, nom de plume de Ronald Moreau,,,, né le 29 août 1947, à Paris, et mort dans la même ville le 1er mai 2008, est un écrivain et scénariste français, auteur de romans noirs et policiers.

## Biographie
Il grandit dans la librairie de son père bouquiniste et libertaire, rue de Tolbiac dans le 13e arrondissement de Paris, où il lit de très nombreux romans et nouvelles. Dès l'âge de 16 ans, le marxisme devient le repère idéologique de sa vie. En 1968, acquis aux idées de gauche, il milite à la Gauche prolétarienne, exerce divers petits métiers et, dès le mois de mai 1968, veut devenir le premier militant « engagé » à écrire des romans noirs.
Il publie son premier roman noir, Tueurs de flics, en août 1979. Dans cette adaptation très libre de l'Orestie, un mythe de la Grèce antique, un commissaire est chargé d'une enquête qui doit lui permettre « d'arrêter des tueurs qui se plaisent à découper ses collègues ». Ce premier roman s'inscrit dans le nouveau genre littéraire du néo-polar. Il est salué, dès cette époque, par les critiques Max-Pol Fouchet et Alain Dugrand.
À partir du milieu des années 1980, il signe des scénarios pour le cinéma et commence en parallèle à publier des romans de facture plus classique, tout en poursuivant son œuvre dans le roman noir. En 1989, le critique Renaud Matignon fait son éloge.
Réfractaire aux étiquettes et aux ghettos, il n'apprécie pas le socialisme mitterrandien, contre lequel il publie, en 1993, Chronique d'une liquidation politique, « petit livre de hargne et de rage », comme l'écrira Charlie-Hebdo.

En 1998, avec la bénédiction du critique Bernard Frank, il participe à l'émission littéraire Le Cercle de minuit.
Il a été le parrain du Salon du livre d'expression populaire et de critique sociale d'Arras ; l'édition 2009 de ce Salon lui a rendu un grand hommage.

## Son œuvre
Pour Fajardie, polar et roman noir sont les meilleurs moyens d'explorer l'envers et les travers de la société contemporaine. Dans son œuvre, où l'esprit chevaleresque de ses personnages s'oppose à la médiocrité contemporaine, son gauchisme politique s'allie aux valeurs d'honneur, de fidélité et souvent de fraternisation au-delà des oppositions idéologiques ou historiques.
Ses œuvres, dans leur versions publiées aux éditions NÉO (reprises ensuite par La Table ronde), portent des couvertures dessinées par Jean-Claude Claeys. Elles restituent à merveille la sombre atmosphère urbaine, la violence et la désillusion qui se mêlent dans l'œuvre de Fajardie.

### Romans noirs
- 1979 : La Nuit des chats bottés (écrit en 1977)
- 1979 : Querelleur
- 1980 : Sniper
- 1980 : Gentil, Faty !
- 1981 : L'Adieu aux anges
- 1982 : Bleu de méthylène (Prix Entre guillemets 1997)
- 1983 : Au-dessus de l'arc-en-ciel
- 1984 : Clause de style
- 1984 : Le Faiseur de nuées
- 1985 : Brouillard d'automne
- 1987 : Les Enfants de Lune
- 1997 : Sous le regard des élégantes
- 1997 : Après la pluie
- 1998 : Les Hauts Vents
- 1998 : Reines dans la ville
- 2007 : Tu ressembles à ma mort

#### SériePadovani
- 1979 : Tueurs de flics (écrit en 1975)
- 1981 : La Théorie du 1%
- 1982 : Le Souffle court
- 1984 : Polichinelle mouillé
- 1994 : Patte de velours (Prix Paris-Première 1994)
- 2004 : Full Speed

- Le 7e roman mettant en scène le commissaire Antonio C. Padovani était en cours d'écriture. Il restera inachevé[10].

### Romans
- 1985 : Le Loup d'écume
- 1986 : Des lendemains enchanteurs
- 1987 : Au bord de la Mer Blanche
- 1987 : Jeunes femmes rouges toujours plus belles
- 1988 : Une charrette pleine d'étoiles
- 1991 : Frivolités d'un siècle d'or
- 1994 : La Manière douce
- 1999 : Quadrige

#### Romans historiques
- 2001 : Les Foulards rouges (Prix des Maisons de la Presse 2001,  Grand prix Paul-Féval 2001, Prix Jean d'Heurs du roman historique 2001)
- 2003 : Le Voleur de vent (Prix du Roman populaire (Elven) 2003)
- 2005 : Liberté, liberté chérie I : La Tour des demoiselles
- 2006 : Liberté, liberté chérie II : La Lanterne des morts
- 2007 : Le Conseil des troubles

- Inédit : Le Dragon vert
(court roman, ébauche du Voleur de vent, paru sous forme de feuilleton dans l'hebdomadaire La Vie et disponible sur www.fajardie.fr)

#### Romans «des années sombres»
- 1990 : Un homme en harmonie
- 2000 : Ciao, Bella, ciao ! (Prix Charles-Péguy 2001)
- 2002 : Un pont sur la Loire

### Littérature d'enfance et de jeunesse
- 1986 : Sous la lune d'argent (illustrations : Catherine Munière)
- 1992 : L'Homme vêtu de pourpre
- 1993 : Les Aventures de Château-Trompette
- 1996 : La Planque
- 1998 : Combats de nuit

### Nouvelles
Frédéric H. Fajardie a écrit 365 nouvelles, un clin d'œil à ses lecteurs qui peuvent ainsi en lire une chaque jour. Ces nouvelles, témoignages des années 1960 aux années 1990, peuvent être considérées comme une approche sociologique de ces époques.
- 1980 : Le Loup par les oreilles
- 1983 : La Colline de cristal
- 1984 : La Mare du petit malheur
- 1984 : Mort d'un lapin urbain
- 1985 : Speakeasy
- 1985 : La Nébuleuse du Nord
- 1987 : Mélodie bleu nuit
- 1989 : L'Homme de Berlin
- 1990 : Poussière d'éternité
- 1990 : Mélancolie pour chevau-léger
- 1994 : Perdre la pause
- 1994 : La Lorette hallucinée
- 1996 : Cendres et Sang
- 1997 : Un dimanche anglais
- 1997 : Retour à Zlin
- 1998 : Les Neuf Cercles de l'Enfer
- 1998 : Adieu Alice, adieu Sweetheart
- 1999 : Chrysalide des villes
- 2000 : « Série grise » (ou « Série grise 93K », 8 petits volumes titrés F, A, J, A, R, D, I et E)
- 2000 : Le Boulevard maritime (photos : Dolorès Marat)

### Essais, pamphlets
- 1993 : Chronique d'une liquidation politique
- 2002 : Petit Traité de la chasse
- 2003 : Metaleurop, paroles ouvrières

### Autres publications
- 1996 : Égérie légère (dessins à la plume : Luz)
- 2002 : Roman photo (photos : Marc Gantier)
- 2006 : Feu sur le quartier général ! (aphorismes)

### Anthologies
- Nouvelles noires, Messidor (2 tomes)
- Nouvelles d'un siècle l'autre, Fayard (2 tomes)
- Romans noirs, Fayard (1 seul tome paru)

### Bandes dessinées
- La Nuit des chats bottés (dessins : Boris Beuzelin)

### Théâtre
Il a écrit 84 pièces radiophoniques, pour France Inter.

## Filmographie

### Cinéma
- 1985 : Parole de flic, film français réalisé par José Pinheiro, scénario de Frédéric H. Fajardie, Delon et Pinheiro, avec Alain Delon, Jacques Perrin, Fiona Gélin, Vincent Lindon, Jean-François Stévenin, Éva Darlan…
- 1987 : Le Cœur musicien, film français réalisé par Frédéric Rossif
- 1988 : Ne réveillez pas un flic qui dort, film français réalisé par José Pinheiro, scénario de Frédéric H. Fajardie d'après son roman Clause de style, avec Alain Delon, Michel Serrault, Xavier Deluc, Patrick Catalifo, Bernard Farcy, Serge Reggiani, Vivien Savage, Féodor Atkine, Jean-Louis Foulquier, Raymond Gérôme,...
- 1990 : La Femme fardée, film français réalisé par José Pinheiro, scénario de Frédéric H. Fajardie et de nombreux collaborateurs d'après le roman éponyme de Françoise Sagan, avec Jeanne Moreau, Jacqueline Maillan, André Dussollier, Anthony Delon, Jean-Claude Brialy, Jean-Marc Thibault, Daniel Mesguich, Francis Huster, Philippe Khorsand, Jacques Fabbri,...
- 1993 : Vent d'est, film français réalisé par Robert Enrico, scénario original de Frédéric H. Fajardie, Robert Enrico et Marc Miller, avec Malcolm McDowell, Wojciech Pszoniak, Pierre Vaneck, Jean-François Balmer, Catherine Frot, Clémentine Célarié, Ludmila Mikaël,...

### Télévision
- 1985 : La Théorie du 1 %, épisode 2, saison 1 de la série télévisée française Néo Polar réalisé par Gérard Marx, d'après le roman éponyme, avec François Siener, Olivia Brunaux, Bernard Farcy, Philippe du Janerand
- 1988 : Sous la lune d'argent, épisode 9, saison 1 de la série télévisée française Souris noire réalisé par Maurice Frydland, d'après le roman éponyme, avec Vanessa Guedj
- 1988 : Donnant-donnant, épisode 9, saison 1 de la série télévisée française Sueurs froides réalisé par José Pinheiro, avec Jacques Perrin, Anaïs Jeanneret, Pierre Malet, Christian Charmetant, Claude Chabrol, Francine et Frédéric H. Fajardie
- 1989 : David Lansky (4 épisodes de la série télévisée française), réalisé par Hervé Palud, avec Johnny Hallyday, Véronique Genest, Mouss Diouf, Maurice Barrier :
  - Le Gang des limousines
  - L'Enfant américain
  - Prise d'otages
  - Hong-Kong-sur-Seine
- 1990 : Sniper, téléfilm français réalisé par Klaus Biedermann, d'après le roman éponyme, avec Christopher Buchholz, Valérie Karsenti et Nicolas Silberg
- 1992 : Sniper 2 : L'Affaire Petracci, téléfilm français réalisé par Daniel Losset, inspiré du roman éponyme, avec Christopher Buchholz, Nicolas Silberg et Anaïs Jeanneret
- 1993 : La fièvre monte à El Pao, téléfilm français réalisé par Manuel Matji, avec Étienne Chicot, Pierre Malet et Patricia Adriani
- 1996 : L'Héroïne de Francfort (Frankfurt - Miami), épisode 336 de la série télévisée franco-germanique Tatort, réalisé par Klaus Biedermann, avec Patrick Chesnais et Karl-Heinz von Hassel
- 2003 : Marilyn et ses enfants, téléfilm français réalisé par Charlie Beleteau, avec Anouk Grinberg, Nicolas Scellier et François-Régis Marchasson
- 2005 : Trois jours en juin, téléfilm français réalisé par Philippe Venault, d'après le roman Un pont sur la Loire, scénariste Jacques Forgeas, avec Patrick Catalifo, Elsa Lunghini, Guy Marchand, Marc Betton et Étienne Chicot.

## Prix et distinctions
- 1994 : Prix Paris-Première pour Patte de velours
- 1997 : Prix Entre guillemets pour Bleu de méthylène
- 2001 : Prix des Maisons de la Presse pour Les Foulards rouges
- 2001 : Prix Paul Féval pour Les Foulards rouges
- 2001 : Prix Jean d'Heurs du roman historique pour Les Foulards rouges
- 2001 : Prix Charles-Péguy pour Ciao, Bella, ciao !
- 2003 : Prix du Roman populaire (Elven) pour Le Voleur de vent

Frédéric H. Fajardie est chevalier de l'ordre des Arts et des Lettres.